# Саму (футболист)
Фабиу Самуэль Аморим Силва (порт. Fábio Samuel Amorim Silva; род. 21 апреля 1996, Санта-Мария-да-Фейра), более известный как Саму (порт. Samu) — португальский футболист, полузащитник клуба «Витория Гимарайнш».

## Клубная карьера
Саму — воспитанник клубов «Пасуш Брандан», «Порту» и «Боавишта». 6 января 2016 года в матче против «Униан Мадейра» он дебютировал в составе последних. В 2017 году на правах аренды перешёл в «Фафе». 15 января в матче против дубля «Браги» Саму дебютировал за новый клуб и отметился первым голом.
В 2019 году Саму стал игроком клуба «Визела». 12 сентября 2020 года в поединке против «Оливейренсе» он дебютировал во второй лиге Португалии. 7 ноября в матче против «Лейшойнш» Саму забил свой первый гол за «Визелу». В июле 2021 года, переподписал контракт до лета 2024 года. В сезоне 2023/2024 получил капитанскую повязку.